# Todirostre gorgeret
Poecilotriccus plumbeiceps
Espèce
Répartition géographique
Statut de conservation UICN

 LC  : Préoccupation mineure
Le Todirostre gorgeret (Poecilotriccus plumbeiceps) est une espèce de passereaux de la famille des Tyrannidés.

## Répartition et sous-espèces
Selon la classification de référence du Congrès ornithologique international (15.1, 2025) il se répartit en quatre sous-espèces :
- P. p. obscurus (Zimmer, 1940) — flanc est de la puna (Pérou et Bolivie) ;
- P. p. viridiceps (Salvadori, 1897) — flanc est de la puna (sud de la Bolivie et Argentine) ;
- P. p. plumbeiceps (Lafresnaye, 1846) — forêt atlantique (sud) ;
- P. p. cinereipectus (Novaes (d), 1953) — forêt atlantique (nord).

## Dénomination
Ce taxon porte en français le nom vernaculaire ou normalisé suivant : Todirostre gorgeret.

## Systématique
Le nom valide complet (avec auteur) de ce taxon est Poecilotriccus plumbeiceps (Lafresnaye, 1846).
L'espèce a été initialement classée dans le genre Todirostrum sous le protonyme Todirostrum plumbeiceps Lafresnaye, 1846.
Poecilotriccus plumbeiceps a pour synonymes :
- Todirostrum plumbeiceps Lafresnaye, 1846